# أوزوالد أ. باورز
أوزوالد أ. باورز (بالإنجليزية: Oswald A. Powers)‏ هو ضابط أمريكي، ولد في 25 نوفمبر 1915 في مارين سيتي في الولايات المتحدة، وتوفي في 4 يونيو 1942 في المحيط الهادئ.